# Baix Empordà

Comarca Baix Empordà

Baix Empordà este o comarcă, din provincia Girona în regiunea Catalonia (Spania).
1. ↑  Origen dels noms geogràfics de Catalunya[*], p. 65 Verificați valoarea |titlelink= (ajutor)
2. ↑   http://www.idescat.cat/pub/?id=aec&n=203 Lipsește sau este vid: |title= (ajutor)